# MotoGP venezuelai nagydíj
A MotoGP venezuelai nagydíja a MotoGP egy korábbi versenye, melyet 1977 és 1979 között rendeztek meg.

## Győztesek
| Év   | Helyszín   | 125 cc                         | 250 cc                         | 350 cc                     | 500 cc                | Összefoglaló |
| ---- | ---------- | ------------------------------ | ------------------------------ | -------------------------- | --------------------- | ------------ |
| 1977 | San Carlos | Angel Nieto (Bultaco)          | Walter Villa (Harley Davidson) | Johnny Cecotto (Yamaha)    | Barry Sheene (Suzuki) | Összefoglaló |
| 1978 | San Carlos | Pier Paolo Bianchi (Minarelli) | Kenny Roberts (Yamaha)         | Katajama Takazumi (Yamaha) | Barry Sheene (Suzuki) | Összefoglaló |
| 1979 | San Carlos | Angel Nieto (Minarelli)        | Walter Villa (Yamaha)          | Carlos Lavado (Yamaha)     | Barry Sheene (Suzuki) | Összefoglaló |